# Бородин, Василий Николаевич
Василий Николаевич Бородин (1833—1910) — генерал-лейтенант, участник русско-турецкой войны 1877—1878 годов.

## Биография
Родился 15 июля 1833 года. Образование получил в Новгородском графа Аракчеева кадетском корпусе и Дворянском полку.
Выпущен 17 июня 1854 года прапорщиком в армейскую пехоту. Сразу по прибытии к месту службы в Крыму Бородин принял участие в военных действиях против англичан и французов, за отличие был награждён орденом св. Анны 4-й степени и 19 июля 1855 года получил чин подпоручика.
Продолжая службу в армейской пехоте Бородин последовательно получил чины поручика (5 мая 1858 года), штабс-капитана (21 мая 1861 года), капитана (20 апреля 1862 года), майора (9 сентября 1867 года) и подполковника (2 января 1873 года). 27 июля 1874 года Бородин был назначен командиром 10-го стрелкового батальона и 11 мая 1877 года был произведён в полковники.
В 1877 году Бородин сражался с турками на Дунае и в Болгарии. Находился под Плевной и при штурме 31 августа был контужен. За отличия во время русско-турецкой войны он был награждён двумя орденами и получил золотую саблю с надписью «За храбрость».
15 июня 1878 года Бородин был назначен командиром 94-го пехотного Енисейского полка, которым прокомандовал 14 лет. Произведённый 12 сентября 1892 года в генерал-майоры он возглавил 1-ю бригаду 1-й пехотной дивизии.
9 октября 1899 года Бородин с производством в генерал-лейтенанты был уволен в отставку с мундиром и пенсией.
Скончался 9 июля 1910 года.

## Награды
Среди прочих наград Бородин имел ордена:
- Орден Святой Анны 4-й степени (1855 год)
- Орден Святого Станислава 3-й степени (1861 год)
- Орден Святой Анны 3-й степени (1866 год)
- Орден Святого Станислава 2-й степени (1869 год)
- Орден Святого Владимира 4-й степени (1875 год, за беспорочную выслугу 25 лет в офицерских чинах)
- Орден Святой Анны 2-й степени с мечами (1878 год)
- Золотая сабля с надписью «За храбрость» (24 октября 1878 года)
- Орден Святого Владимира 3-й степени с мечами (1878 год)
- Орден Святого Станислава 1-й степени (14 мая 1896 года)